# Macutzio
Macutzio är en ort i Mexiko.   Den ligger i kommunen Zitácuaro och delstaten Michoacán de Ocampo, i den södra delen av landet, 130 km väster om huvudstaden Mexico City. Macutzio ligger 1 983 meter över havet och antalet invånare är 1 191.
Terrängen runt Macutzio är lite bergig. Runt Macutzio är det tätbefolkat, med 319 invånare per kvadratkilometer. Närmaste större samhälle är Heróica Zitácuaro, 7,0 km söder om Macutzio. Omgivningarna runt Macutzio är en mosaik av jordbruksmark och naturlig växtlighet.